# Dům čp. 30 (Ludvíkov)
Dům čp. 30 je na katastrálním území Ludvíkov pod Pradědem obce Ludvíkov v okrese Bruntál. Venkovský dům z konce 18. století je příkladem lidové architektury jesenického typu. Dne 30. října 2002 byl Ministerstvem kultury České republiky prohlášen kulturní památkou Česka.

## Popis
První písemná zmínka o domu je z roku 1791. Dům je samostatně stojící omítaná zděná přízemní nepodsklepená stavba na půdorysu obdélníku, východosudetského lokálního jesenického typu. Dům je orientován okapovým průčelím k silnici. Má břidlicovou sedlovou střechu s vikýřem s pultovou střechou na východní straně. V jižním štítovém průčelí jsou tři okenní osy a trojúhelníkový břidlicí obložený štít se třemi obdélnými otvory. Severní štít je má vertikální deštění s olištovanými spárami. Ve východním okapovém průčelí je umístěn vchod a přistavěn hospodářský přístavek, který také chrání vchod.
Dispozice domu je trojdílná s přistavěným čtvrtým dílem přístavku, který je přístupný zvenčí. V síni, kde je zachována černá kuchyně, je strop klenutý valeně, v ostatních místnostech jsou trámové záklopové stropy. Podlahy jsou dlaždicové a prkenné. 

## Fotogalerie

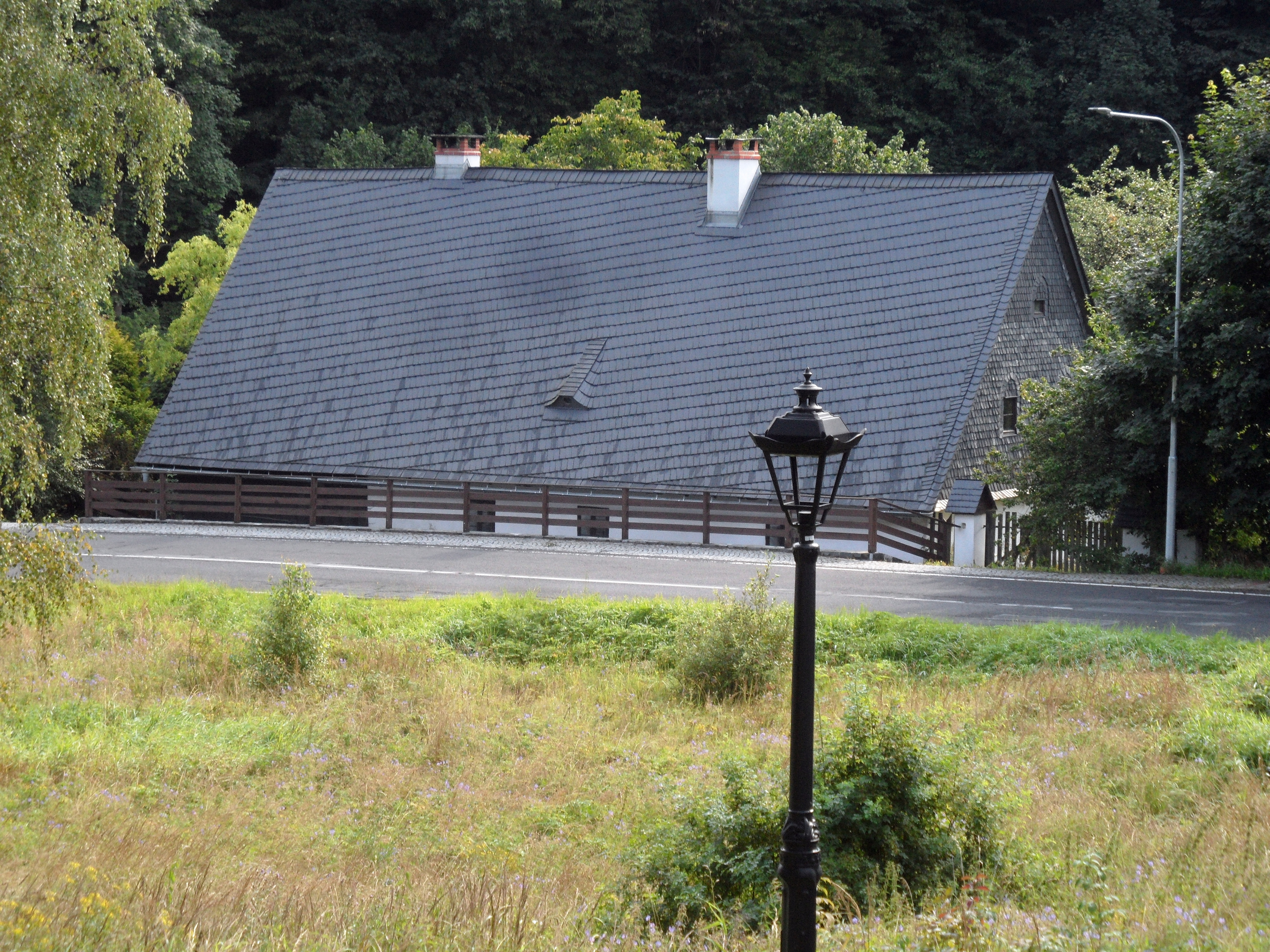
Pohled od kaple
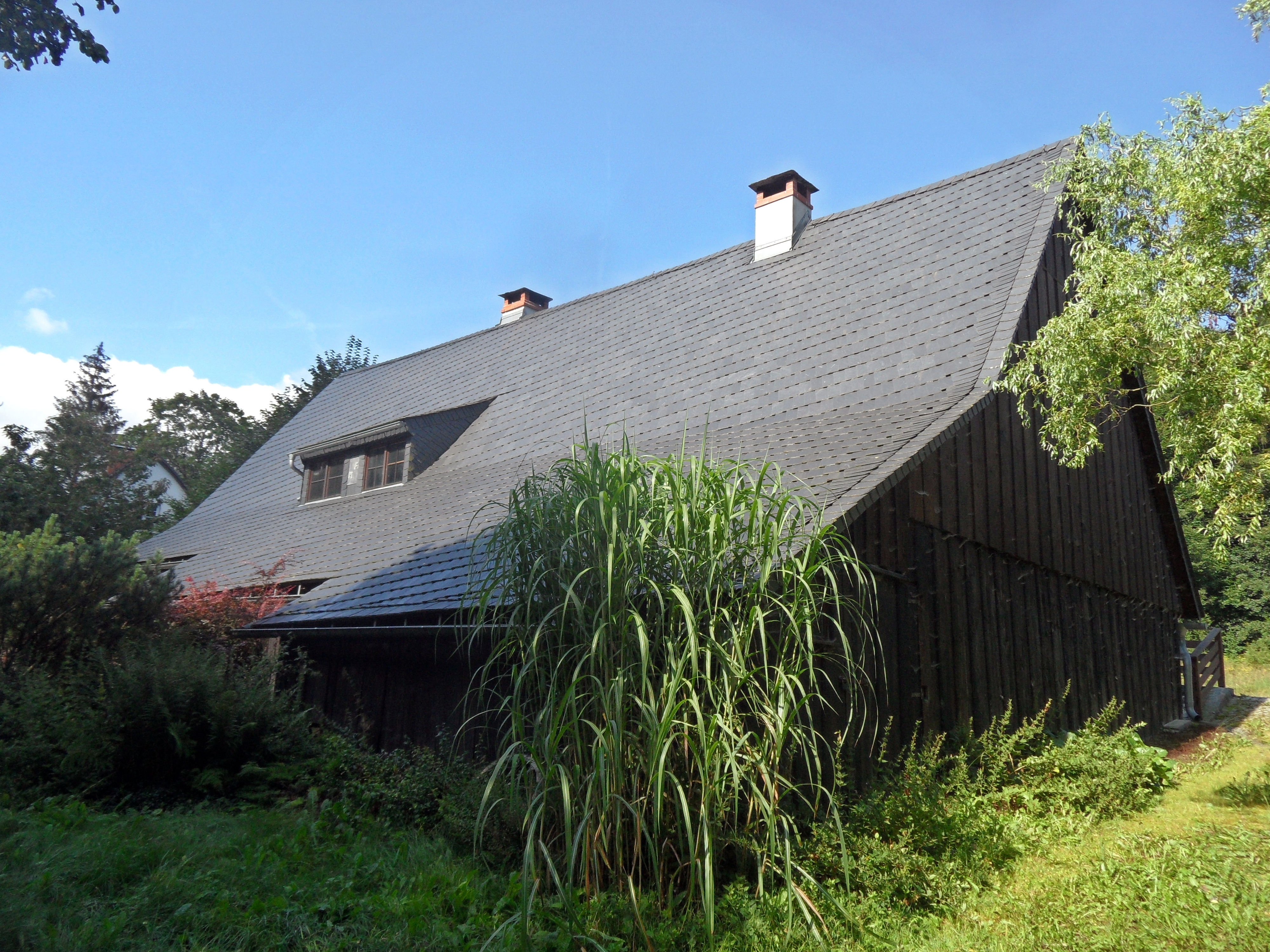
Zadní strana domu
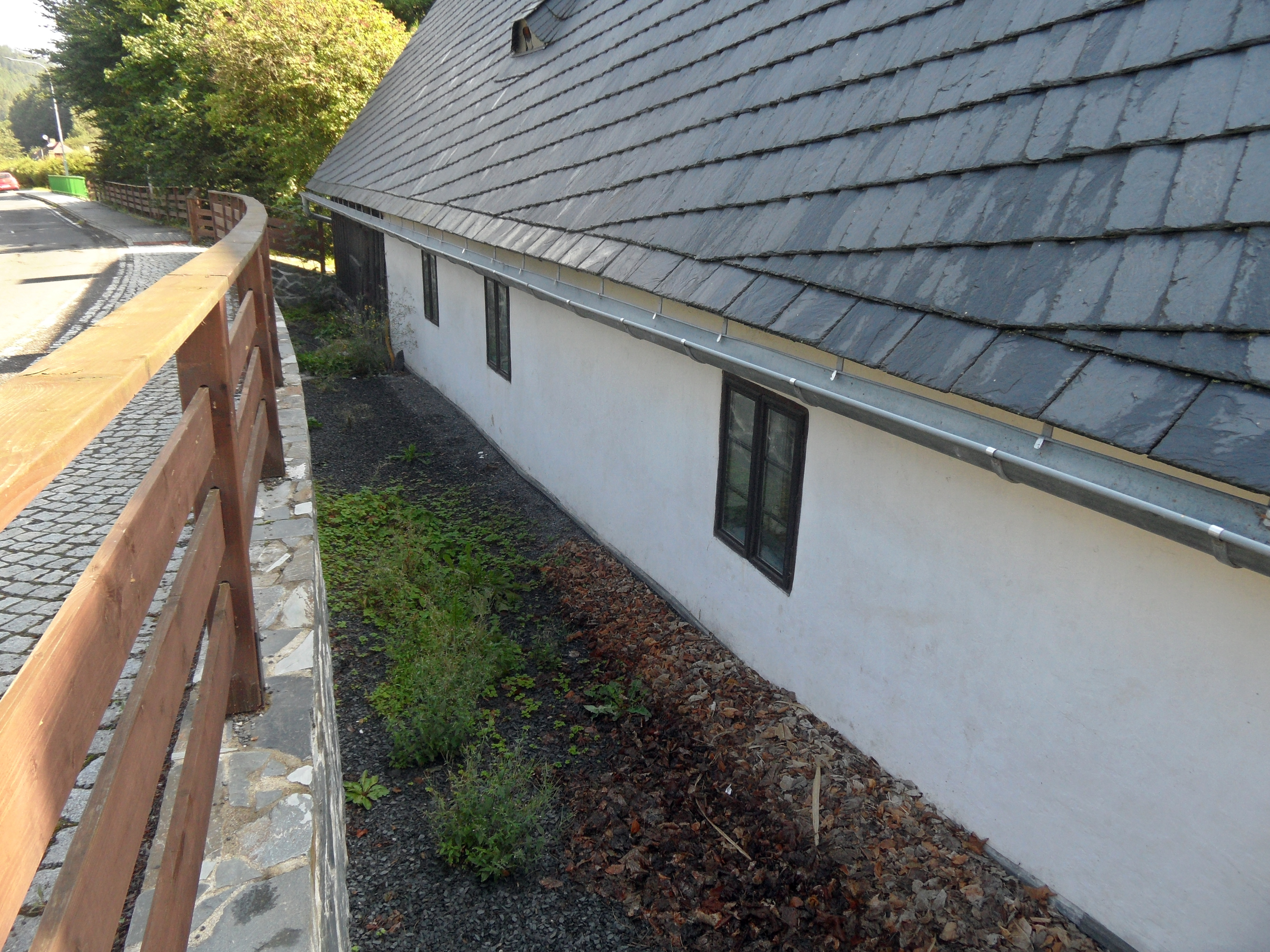
Detail okapového průčelí
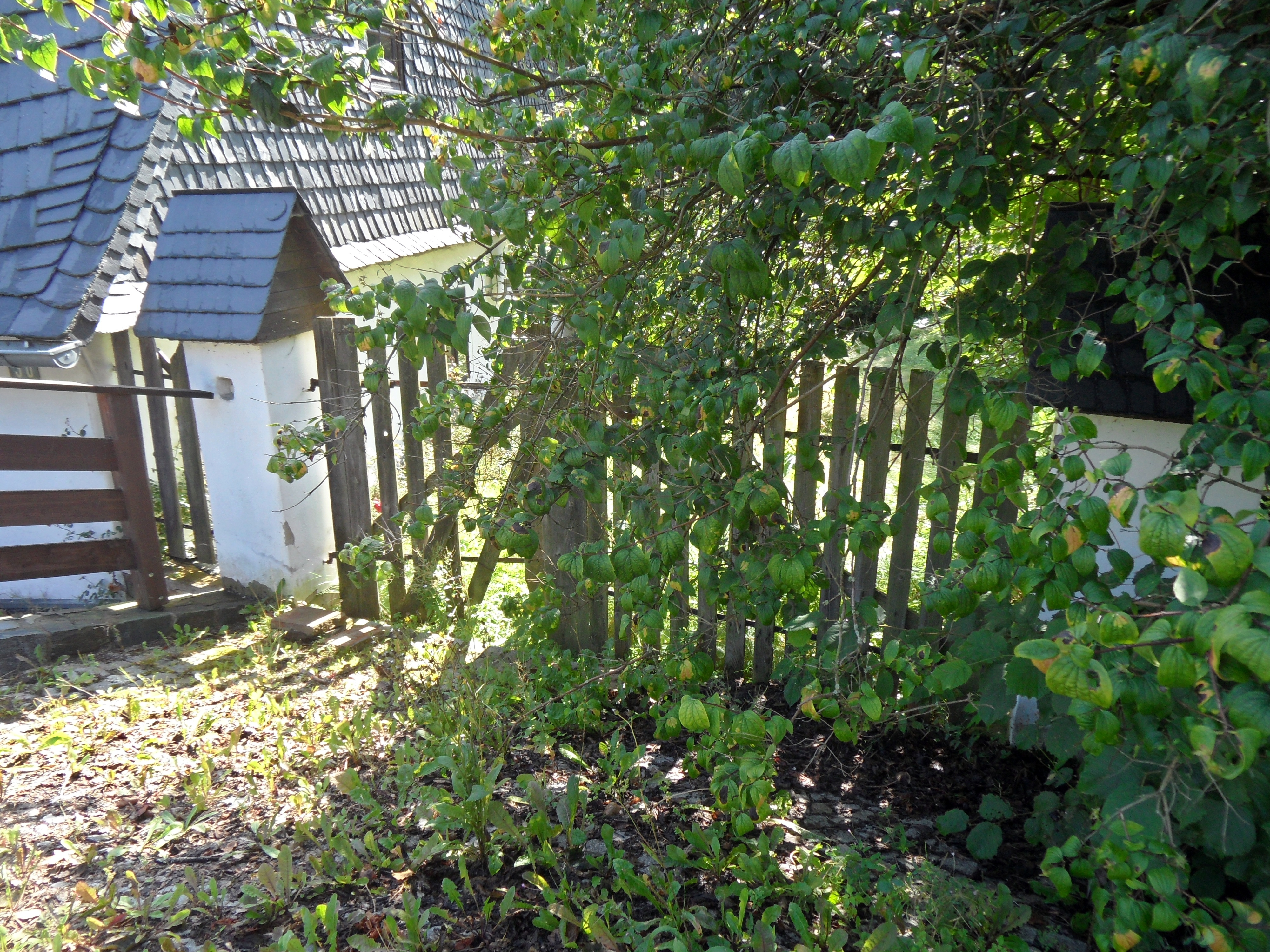
Detail branky